# (It's a) Long Lonely Highway
"(It's a) Long Lonely Highway" es una canción del género rock and roll y pop grabada por Elvis Presley en 1965 como uno de los temas destinados a formar parte de dos bandas sonoras; por un lado el álbum de la película Kissin' Cousins  y por el otro el EP de la segunda edición de Tickle Me  La canción fue compuesta por Doc Pomus y Mort Shuman.  La pieza, además de su incorporación a los álbumes con la música de las mencionadas películas,  fue editada por RCA como cara B de un sencillo con otra canción proveniente de la misma cinta, "I'm Yours" en su cara A.  El disco simple llegó a editarse en varios países del mundo, incluso en Japón donde tuvo como carátulas un diseño promocional y varias fotografías provenientes de la película "Tickle Me"  
Si bien "(It's a) Long Lonely Highway" no entró en las listas de éxito de USA, logró ingresar al puesto # 44 de Ultratop 50.El sencillo vendió en Estados Unidos unas 500.000 copias por lo que la RIAA lo certificó con un disco de oro. 

## Grabación
Presley registró el tema el 27 de mayo de 1963 en el legendario estudio B de la RCA en Nashville, Tennessee. La canción se masterizó a partir de la segunda toma, La idea original había sido la de grabar suficientes canciones como para lanzar al mercado un nuevo álbum de estudio, pero finalmente el proyecto se descartó y "(It's a) Long Lonely Highway" se incluyó como bonus track en el álbum del film Kissin' Cousins sacado a la venta en 1964. Una versión alternativa del tema, masterizada específicamente a partir de la toma # 2 grabada en la misma sesión, fue editada por RCA como disco sencillo. 
Para las sesiones de grabación que dieron origen a ese tema, Elvis contó con diversos guitarristas además del siempre presente Scotty Moore.  

## Músicos
- Elvis Presley - voz
- Grady Martin, Harold Bradley, Jerry Kennedy y Scotty Moore - guitarras
- Bob Moore - contrabajo
- Floyd Cramer - piano
- Boots Randolph - saxofón
- D. J. Fontana y Buddy Harman - batería
- Millie Kirkham y The Jordanaires - coros

## Letra
Una vez más Elvis recurre a la temática de los amores perdidos y en este caso la letra de la canción se refiere a que el protagonista viaja en solitario de ciudad a ciudad sin propósito específico y sin tener a un amor al que pueda considerar como propio. "You gotta keep on goin', on that road to nowhere" ("Tu te tienes que mantener viajando en una carretera hacia ningún sitio"). Pero por otro lado él baraja aún la esperanza de que ella lo vuelva a aceptar, y en el caso contrario, sentirá que perderá la cabeza. "And if she don't come and get me, well, I'm gonna lose my mind" 

## Escena de película
Elvis interpreta la canción durante los títulos de inicio de la película "Tickle Me" viajando a bordo de un bus de larga distancia,desde donde él observa con la mirada perdida en el horizonte a través de la ventanilla. Pese a lo que establece la letra de la canción respecto a un hombre apesadumbrado por el hecho de haber sido rechazado por su interés amoroso, la escena muestra a un Elvis, aunque solitario de momento, a la vez algo optimista  al que se le presentan diversas oportunidades de muchachas que desean estar junto a él. 

## Ediciones
- "I'm Yours" / "(It's a) Long Lonely Highway" (sencillo) 1965 RCA 47-8657
- Kissin' Cousins (álbum) 1964 - LPM 2894
- Tickle Me (EP) 1965 RCA EPA 4383 [10]
- Elvis Presley From Nashville to Memphis: The Essential 60's Masters [11]

## Listas
| Listas (1965)       | Posición alcanzada |
| ------------------- | ------------------ |
| Bélgica Ultratop 50 | 44                 |